# Nombre de Woodall
En teoria de nombres, un nombre de Woodall és qualsevol nombre natural de la forma {\displaystyle W_{n}=n\cdot 2^{n}-1} on n és un nombre natural.
Van ser descrits per Allan J. C. Cunningham i H. J. Woodall l'any 1971, inspirats en uns estudis de James Cullen sobre uns nombres definits de manera similar anomenats nombres de Cullen.

## Primers de Woodall
Els nombres de Woodall que són nombres primers s'anomenen primers de Woodall. Es creu que n'hi ha infinits, però encara no ha estat demostrat.
L'any 1976 Christopher Hooley va demostrar que gairebé tots els primers de Cullen són nombres compostos. Al 1995, Wilfred Keller va publicar un article sobre nous primers de Cullen i la factorització d'altres primers de Cullen i primers de Woodall. L'article incoïa una comunicació personal a Keller de Hiromi Suyama que afirmava que el mètode de Hooley es pot reformular per mostrar que funciona per a qualsevol seqüència de nombres n · 2n + a + b, on a i b són enters, i en particular, que els nombres de Woodall són gairebé tots compostos.

## Propietats
- Començant per W₄ = 63 i W₅ = 159, cada sis n el nombre és divisible per 3; per tant, per tal que Wn sigui primer l'índex n no pot ser congruent a 4 o 5 en mòdul 6.
- Si es defineix un enter m, el nombre de Woodall W2m només pot ser primer si 2m + m és primer.
- Els únics nombres primers que es coneixen que són a la vegada primers de Marsenne i de Woodall són [W₂, M₃] i [W512, M521].

## Generalització
Es pot definir un nombre de Woodall generalitzat en base b com a nombre en la forma n × bn − 1, on n + 2 > b. Si un nombre primer es pot escriure en aquesta forma, s'anomena un primer de Woodall generalitzat.